# Eurocopter EC635
Eurocopter EC635 je dvomotorni 3-tonski vojaški helikopter evropskega podjetja Eurocopter Group (zdaj Airbus Helicopters). Razvit je na podlagi komercialnega Eurocopter EC 135. Namenjen je prevozu vojakov, tovora in medicinski evakuaciji. Lahko pa se ga tudi oboroži za podporo kopenskim silam.Poganjata ga dva turbogredna motorja Pratt & Whitney Canada PW206B2 ali pa Arrius 2B2. Ima štirikraki glavni rotor iz kompozitnih materialov.

## Specifikacije (EC635 P2)
Podatki iz Eurocopter EC635 fas.org
Splošne značilnosti
- Posadka: 1 pilot
- Število sedežev: do 8 vojakov ali 1443 kg tovora
- Dolžina: 10,21 m (33 ft 6 in)
- Višina: 3,62 m (11 ft 11 in)
- Teža praznega letala: 1.467 kg (3.234 lb)
- Maks. vzletna teža: 2.900 kg (6.393 lb)
- Pogon letala: 2 × Pratt & Whitney Canada PW206B2 turbogredni motor, 609 kW (817 hp) vsak
- Premer glavnega rotorja:  10,2 m (33 ft 6 in)
- Površina glavnega rotorja: 81,7 m2 (879 sq ft)

Zmogljivost
- Maks. hitrost: 259 km/h (161 mph; 140 kn)
- Potovalna hitrost: 254 km/h (158 mph; 137 kn)
- Neprekoračljiva hitrost: 278 km/h (173 mph; 150 kn)
- Doseg: 650 km (404 mi; 351 nmi)
- Višina leta: 6.095 m (19.997 ft)
- Hitrost vzpenjanja: 10,9 m/s (2.150 ft/min)